# 퍼킹어썸
퍼킹어썸(Fucking Awesome)은 미국의 스트리트웨어 브랜드이자 스케이트보드 브랜드이다. FA는 프로 스케이트보더 제이슨 딜 (Jason Dill)과 앤서니 반 엥겔렌 (Anthony Van Engelen)에 의해 만들어졌다. FA는 반스, 아디다스, 인디펜던트 트럭과 같은 브랜드들과 협업을 만들었다.
FA에는 "Hockey"라는 하위 브랜드가 있다.FA는 하키와 밀접한 관계를 맺고 있으며 이 브랜드는 두 팀 모두를 사용하여 비디오 파트를 출시하는 경우가 많다.

## 스토어
2019년, FA는 로스앤젤레스 할리우드 대로에 첫 번째 물리적 지점을 열었다. 2021년 뉴욕 맨해튼에 두 번째 매장을 열었다.

## 딜런 라이더 (Dylan Rieder)
딜런 리더는 암으로 사망한 전직 팀원이었다.그는 FA의 제품들에 자주 기념된다.

## 비디오
FA는 다음과 같은 제목의 스케이트보드 동영상을 4개 공개했다: Hockey, Hockey II, Hockey III 그리고 Dancing on Thin Ice이다.

## 아디다스
FA는 지금까지 아디다스와 두 차례 협업했다. 총 4개의 신발을 판매한다.